# Station Émerainville - Pontault-Combault
Station Émerainville - Pontault-Combault is een spoorwegstation aan de spoorlijn Paris-Est - Mulhouse. Het ligt in de Franse gemeente Émerainville in het departement Seine-et-Marne (Île-de-France).

## Geschiedenis
Het station werd op 9 februari 1857 geopend door de compagnie des chemins de fer de l'Est bij de opening van de sectie Nogent-sur-Marne - Nangis. Sinds 14 december 2003 wordt het station aangedaan door de RER E. In de aanloop daarvan zijn de perrons verhoogd van 55 cm naar 92 cm.

## Ligging
Het station ligt op kilometerpunt 27,224 van de spoorlijn Paris-Est - Mulhouse.

## Diensten
Het station wordt aangedaan door treinen van de RER E, tussen Haussmann Saint-Lazare en Tournan. Deze treinen rijden met een beperkt aantal stops tussen Magenta en Villiers-sur-Marne - Le Plessis-Trévise.

## Vorig en volgend station
| Richting               | Vorig station            | Lijn  | Volgend station | Richting |
| ---------------------- | ------------------------ | ----- | --------------- | -------- |
| Haussmann Saint-Lazare | Les Yvris Noisy le Grand | RER E | Roissy-en-Brie  | Tournan  |